# Vicia tigridis
Vicia tigridis är en ärtväxtart som beskrevs av Paul Mouterde. Vicia tigridis ingår i släktet vickrar, och familjen ärtväxter. Inga underarter finns listade i Catalogue of Life.